# Poiocera quadricolor
Poiocera quadricolor är en insektsart som beskrevs av Walker 1858. Poiocera quadricolor ingår i släktet Poiocera och familjen lyktstritar. Inga underarter finns listade i Catalogue of Life.